# Oreomitra bullata
Oreomitra es un género monotípico de plantas fanerógamas con una especie perteneciente a la familia de las anonáceas. Su única especie, Oreomitra bullata, es nativa de Nueva Guinea.

## Taxonomía
Oreomitra bullata fue descrito por Friedrich Ludwig Emil Diels y publicado en Botanische Jahrbücher für Systematik, Pflanzengeschichte und Pflanzengeographie 49: 151–152. 1912.